# Cúp bóng đá Đức 2023–24
Cúp bóng đá Đức 2023–24 là mùa giải thứ 81 của giải đấu cúp bóng đá hàng năm của Đức. Sáu mươi bốn đội tham gia giải đấu, bao gồm tất cả các đội từ Bundesliga và 2. Bundesliga. Cuộc thi bắt đầu vào ngày 11 tháng 8 năm 2023 với sáu vòng đầu tiên và sẽ kết thúc vào ngày 25 tháng 5 năm 2024 với trận chung kết tại Olympiastadion ở Berlin, một địa điểm trung lập trên danh nghĩa, nơi đã đăng cai tổ chức trận chung kết kể từ năm 1985. DFB-Pokal được coi là danh hiệu câu lạc bộ quan trọng thứ hai của bóng đá Đức sau chức vô địch Bundesliga. DFB-Pokal được điều hành bởi Hiệp hội bóng đá Đức (DFB).
Nhà đương kim vô địch hai lần liên tiếp là RB Leipzig, sau khi họ đánh bại Eintracht Frankfurt 2–0 trong trận chung kết trước, nhưng họ đã bị loại ở vòng hai bởi VfL Wolfsburg.
Đội giành chức vô địch DFB-Pokal sẽ tự động giành được suất tham dự vòng bảng của UEFA Europa League 2024–25 . Nếu họ đã vượt qua vòng loại UEFA Champions League thông qua bảng xếp hạng của Bundesliga, thì suất đó sẽ thuộc về đội đứng thứ sáu, và suất vào vòng play-off UEFA Europa Conference League của giải đấu sẽ thuộc về đội đội đứng thứ bảy. Đội vô địch cũng sẽ tham dự trận đấu DFL-Supercup 2024 vào đầu mùa giải tiếp theo và sẽ đối đầu với nhà vô địch của Bundesliga.

## Các câu lạc bộ
Các đội sau đủ điều kiện tham gia giải đấu:
| Bundesliga 18 câu lạc bộ tới từ mùa giải 2022–23 | 2. Bundesliga 18 câu lạc bộ tới từ mùa giải 2022–23 | 3. Liga 4 câu lạc bộ tới từ mùa giải 2022–23 |
| - FC Augsburg - Hertha BSC - Union Berlin - VfL Bochum - Werder Bremen - Borussia Dortmund - Eintracht Frankfurt - SC Freiburg - TSG Hoffenheim - 1. FC Köln - RB Leipzig - Bayer Leverkusen - Mainz 05 - Borussia Mönchengladbach - Bayern Munich - Schalke 04 - VfB Stuttgart - VfL Wolfsburg | - Arminia Bielefeld - Eintracht Braunschweig - Darmstadt 98 - Fortuna Düsseldorf - Greuther Fürth - Hamburger SV - Hannover 96 - 1. FC Heidenheim - 1. FC Kaiserslautern - Karlsruher SC - Holstein Kiel - 1. FC Magdeburg - 1. FC Nürnberg - SC Paderborn - Jahn Regensburg - Hansa Rostock - SV Sandhausen - FC St. Pauli | - SV Elversberg - VfL Osnabrück - Wehen Wiesbaden - 1. FC Saarbrücken |
| Đại diện các hiệp hội khu vực 24 đại diện của 21 hiệp hội khu vực của DFB, đủ điều kiện (nói chung) thông qua Verbandspokal 2022–23 | | |
| Baden - Astoria Walldorf Bavaria - FV Illertissen (CW) - SpVgg Unterhaching (RB) Berlin - Makkabi Berlin Brandenburg - Energie Cottbus Bremen - FC Oberneuland Hamburg - Teutonia Ottensen Hesse - FSV Frankfurt                                                                                | Lower Rhine - Rot-Weiss Essen Lower Saxony - Atlas Delmenhorst (3L/RL) - TuS Bersenbrück (Am.) Mecklenburg-Vorpommern - Rostocker FC Middle Rhine - Viktoria Köln Rhineland - Rot-Weiß Koblenz Saarland - FC 08 Homburg Saxony - Lokomotive Leipzig                                                                         | Saxony-Anhalt - Hallescher FC Schleswig-Holstein - VfB Lübeck South Baden - SV Oberachern Southwest - Schott Mainz Thuringia - Carl Zeiss Jena Westphalia - FC Gütersloh (CW) - Preußen Münster (RW) Württemberg - TSG Balingen |

## Các đội

### Tham gia
DFB-Pokal bắt đầu với vòng đấu gồm 64 đội. 36 đội của Bundesliga và 2. Bundesliga, cùng với 4 đội về đích nhiều nhất của 3. Liga tự động đủ điều kiện tham gia giải đấu. Trong số các suất còn lại, 21 suất được trao cho các đội vô địch của các hiệp hội bóng đá khu vực, Verbandspokal. Ba suất còn lại được trao cho ba hiệp hội khu vực có nhiều đội nam nhất là Bavaria, Lower Saxony và Westphalia. Đội nghiệp dư có thành tích tốt nhất của Regionalliga Bayern đã được trao suất cho Bavaria. Đối với Lower Saxony, Lower Saxony Cup được chia thành hai đường dẫn: một dành cho 3. Các đội Liga và Regionalliga Nord và đội còn lại dành cho các đội nghiệp dư. Những người chiến thắng của mỗi con đường đủ điều kiện. Đối với Westphalia, vị trí được luân chuyển mỗi mùa giữa đội Westphalian có vị trí tốt nhất của Regionalliga West và đội nghiệp dư có vị trí tốt nhất của Oberliga Westfalen. Đối với DFB-Pokal 2023–24, vị trí này được trao cho một đội đến từ Regionalliga. Vì mọi đội đều có quyền tham gia các giải đấu địa phương đủ điều kiện cho các cúp liên đoàn nên về nguyên tắc mọi đội đều có thể thi đấu ở DFB-Pokal. Các đội dự bị và các bộ phận bóng đá tổng hợp không được phép vào, cùng với đó không có hai đội nào của cùng một hiệp hội hoặc tập đoàn.

### Bốc thăm
Việc rút thăm cho các vòng khác nhau được tiến hành như sau:
Ở vòng đầu tiên, các đội tham gia được chia thành hai nhóm, mỗi nhóm 32 đội. Nhóm đầu tiên bao gồm tất cả các đội vượt qua vòng loại thông qua các giải đấu cúp khu vực của họ, 4 đội mạnh nhất của 3. Liga và 4 đội cuối bảng của 2. Bundesliga. Mỗi đội từ nhóm này được bốc thăm vào một đội từ nhóm thứ hai, bao gồm tất cả các đội chuyên nghiệp còn lại (tất cả các đội của Bundesliga và 14 đội 2. Bundesliga còn lại). Các đội từ vòng đầu tiên được coi là đội chủ nhà trong quá trình này.
Kịch bản hai nhóm cũng được áp dụng cho vòng hai, với 3. (các) đội Liga và/hoặc nghiệp dư còn lại ở nhóm đầu tiên và các đội Bundesliga và 2. Bundesliga còn lại ở nhóm còn lại. Một lần nữa, (các) đội hạng 3. Liga và/hoặc nghiệp dư lại đóng vai trò chủ nhà. Tuy nhiên, lần này các hũ không nhất thiết phải có kích thước bằng nhau, tùy thuộc vào kết quả của vòng đầu tiên. Về mặt lý thuyết, thậm chí có khả năng chỉ có một nhóm nếu tất cả các đội từ một trong các nhóm ở vòng đầu tiên đánh bại tất cả các đội còn lại ở nhóm thứ hai. Sau khi một bình trống, các cặp còn lại sẽ được rút ra từ bình kia với đội được bốc thăm đầu tiên để tham gia một trận đấu với tư cách là chủ nhà.
Đối với các vòng còn lại, việc rút thăm chỉ được thực hiện từ một pot. Bất kỳ 3 đội còn lại nào ở giải Liga và/hoặc (các) đội nghiệp dư đều là đội chủ nhà nếu hòa với một đội chuyên nghiệp. Trong mọi trường hợp khác, đội được bốc thăm đầu tiên đóng vai trò chủ nhà.

### Quy tắc trận đấu
Các đội gặp nhau trong một trò chơi mỗi vòng. Các trận đấu diễn ra trong 90 phút, mỗi hiệp 45 phút. Nếu vẫn hòa sau quy định, 30 phút hiệp phụ sẽ được thi đấu, bao gồm hai hiệp, mỗi hiệp 15 phút. Nếu tỷ số vẫn bằng nhau sau đó, trận đấu sẽ được quyết định bằng đá luân lưu. Việc tung đồng xu sẽ quyết định ai thực hiện quả phạt đền đầu tiên. Tối đa chín cầu thủ có thể được điền tên vào băng ghế dự bị, trong khi được phép thay người tối đa năm lần. Tuy nhiên, mỗi đội chỉ được phép thay người 3 cơ hội, trong đó có cơ hội thứ tư trong hiệp phụ, không bao gồm những thay người được thực hiện trong hiệp một, trước khi bắt đầu hiệp phụ và ở hiệp phụ. Từ vòng 16 đội trở đi, VAR sẽ được chỉ định cho tất cả các trận đấu DFB-Pokal. Mặc dù có thể thực hiện được về mặt kỹ thuật nhưng VAR không được sử dụng cho các trận đấu trên sân nhà của các câu lạc bộ Bundesliga trước vòng 16 đội nhằm mang lại cách tiếp cận thống nhất cho tất cả các trận đấu.

### Đình chỉ
Nếu một cầu thủ nhận 5 thẻ vàng trong trận đấu, anh ta sẽ bị treo giò ở trận đấu tiếp theo. Tương tự, nhận thẻ vàng thứ hai sẽ đình chỉ một cầu thủ khỏi trận đấu cúp tiếp theo. Nếu một cầu thủ nhận thẻ đỏ trực tiếp, họ sẽ bị treo giò tối thiểu một trận, nhưng Hiệp hội bóng đá Đức có quyền tăng án treo giò.

### Chứng chỉ quốc tế
Câu lạc bộ chiến thắng DFB-Pokal sẽ tự động giành được suất tham dự vòng đấu của giải đấu UEFA Europa League năm sau. Nếu họ đã vượt qua vòng loại UEFA Champions League thông qua Bundesliga, thì suất đó sẽ thuộc về đội ở vị trí thứ sáu và suất dự vòng play-off UEFA Europa Conference League của giải đấu sẽ thuộc về về đội ở vị trí thứ bảy. Đội chiến thắng cũng sẽ đăng cai DFL-Supercup vào đầu mùa giải tiếp theo và sẽ đối đầu với nhà vô địch của Bundesliga năm trước, trừ khi đội đó vô địch Bundesliga và DFB-Pokal, hoàn thành một đôi. Trong trường hợp đó, đội á quân Bundesliga sẽ chiếm suất và đăng cai thay thế.

## Lịch trình

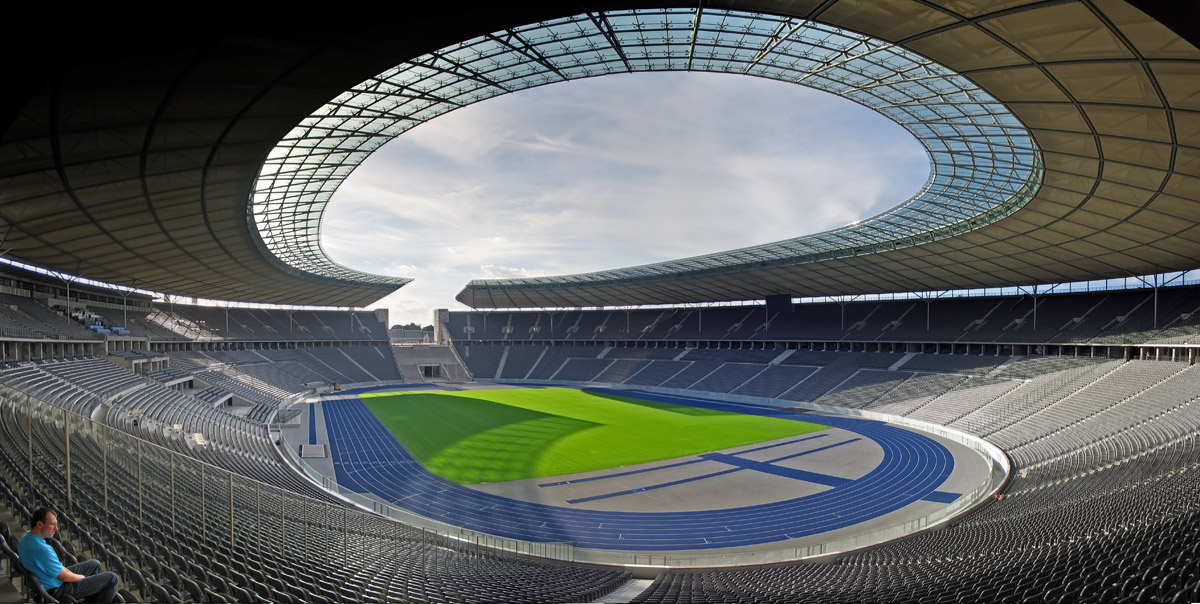
Sân vận động Olympic tại Berlin sẽ đăng cai trận chung kết.

Tất cả các trận hòa thường được tổ chức vào tối Chủ nhật sau mỗi vòng đấu (trừ khi có ghi chú khác).
Các vòng của giải đấu 2023–24 được lên lịch như sau:
| Round         | Draw date            | Matches                                              |
| ------------- | -------------------- | ---------------------------------------------------- |
| Vòng thứ nhất | 18 tháng 6 năm 2023  | 11–14 tháng 8 & 26–27 tháng 9 năm 2023               |
| Vòng 2        | 1 tháng 10 năm 2023  | 31 tháng 10 nă – 1 tháng 11 năm 2023                 |
| Vòng 16 đội   | 5 tháng 11 năm 2023  | 5–6 tháng 12 năm 2023                                |
| Tứ kết        | 10 tháng 12 năm 2023 | 30–31 tháng 1 & 6–7 tháng 2 năm 2024                 |
| Bán kết       | 11 tháng 2 năm 2024  | 2–3 tháng 4 năm 2024                                 |
| Chung kết     | 11 tháng 2 năm 2024  | 25 tháng 5 năm 2024 tại Sân vận động Olympic, Berlin |

## Trận đấu
Tổng cộng có 63 trận đấu sẽ diễn ra, bắt đầu từ vòng đầu tiên vào ngày 11 tháng 8 năm 2023 và kết thúc bằng trận chung kết vào ngày 25 tháng 5 năm 2024 tại Sân vận động Olympic ở Berlin.
Thời gian tính đến ngày 28 tháng 10 năm 2023 và từ ngày 31 tháng 3 năm 2024 là CEST (UTC+2). Thời gian từ ngày 29 tháng 10 năm 2023 đến ngày 30 tháng 3 năm 2024 là CET (UTC+1).

### Vòng đầu tiên
Lễ bốc thăm vòng đầu tiên được tổ chức vào ngày 18 tháng 6 năm 2023, với Sarah Vogel bốc thăm các trận đấu. Ba mươi trong số ba mươi hai trận đấu diễn ra từ ngày 11 đến ngày 14 tháng 8 năm 2023. Hai trận còn lại, có sự tham gia của các đội tham dự DFL-Supercup 2023 (diễn ra vào ngày 12 tháng 8), diễn ra từ ngày 26 đến ngày 27 tháng 9 năm 2023.
| 11 tháng 8 năm 2023                           | SV Sandhausen                                                  | 3–3 (s.h.p.) (4–2 p)                          | Hannover 96                                   | Sandhausen                                                                           |  |
| 18:00                                         | - Hennings 45+3' (ph.đ.) - Arrey-Mbi 77' (l.n.) - Knipping 86' | Chi tiết                                      | - Schaub 27' - Halstenberg 42' - Teuchert 82' | Sân vận động: GP Stadion am Hardtwald Lượng khán giả: 4,605 Trọng tài: Deniz Aytekin |  |
|                                               |                                                                | Loạt sút luân lưu                             |                                               |                                                                                      |  |
| - Diekmeier - Mühling - Maciejewski - El-Zein |                                                                | - Besuschkow - Tresoldi - Halstenberg - Ernst |                                               |                                                                                      |  |

| 11 tháng 8 năm 2023 | 1. FC Saarbrücken          | 2–1      | Karlsruher SC | Saarbrücken                                                                     |  |
| 18:00               | - Civeja 47' - Brünker 90' | Chi tiết | Stindl 65'    | Sân vận động: Ludwigsparkstadion Lượng khán giả: 14,284 Trọng tài: Arne Aarnink |  |

| 11 tháng 8 năm 2023 | TuS Bersenbrück | 0–7      | Borussia Mönchengladbach                                                    | Osnabrück                                                                                     |  |
| 18:00               |                 | Chi tiết | - Honorat 21', 56' - Ngoumou 26' - Čvančara 32', 34' - Hack 77' - Ranos 89' | Sân vận động: Stadion an der Bremer Brücke Lượng khán giả: 16,098 Trọng tài: Alexander Sather |  |

| 11 tháng 8 năm 2023 | Eintracht Braunschweig | 1–3      | Schalke 04                               | Braunschweig                                                                      |  |
| 20:45               | Ujah 12'               | Chi tiết | - Karaman 19' - Seguin 42' - Latza 90+4' | Sân vận động: Eintracht-Stadion Lượng khán giả: 21,800 Trọng tài: Patrick Ittrich |  |

| 12 tháng 8 năm 2023 | TSG Balingen | 0–4      | VfB Stuttgart                                      | Reutlingen                                                                              |  |
| 13:00               |              | Chi tiết | - Millot 25' - Silas 34' - Guirassy 43' - Endō 55' | Sân vận động: Stadion an der Kreuzeiche Lượng khán giả: 13,400 Trọng tài: Robert Kampka |  |

| 12 tháng 8 năm 2023 | Carl Zeiss Jena | 0–5      | Hertha BSC                                                                             | Jena                                                                              |  |
| 13:00               |                 | Chi tiết | - Dardai 6' - Tabaković 47' - Richter 49', 52' - Uremović 59' - Hennings 45+3' (ph.đ.) | Sân vận động: Ernst-Abbe-Sportfeld Lượng khán giả: 13,000 Trọng tài: Florian Heft |  |

| 12 tháng 8 năm 2023 | Atlas Delmenhorst | 0–5      | FC St. Pauli                                                                     | Delmenhorst                                                                                                   |  |
| 15:30               |                   | Chi tiết | - Smith 24' - Schobert 59' (l.n.) - Saad 68' - Hartel 70' (ph.đ.) - Afolayan 88' | Sân vận động: Städtisches Stadion an der Düsternortstraße Lượng khán giả: 4,999 Trọng tài: Patrick Schwengers |  |

| 12 tháng 8 năm 2023 | FC Oberneuland | 1–9      | 1. FC Nürnberg                                                                                         | Bremen                                                                      |  |
| 15:30               | Lambers 89'    | Chi tiết | - Uzun 10', 14', 67' - Hayashi 15' - Gürleyen 19' - Duman 25', 29' (ph.đ.) - Goller 71' - Daferner 90' | Sân vận động: Marko Mock Arena Lượng khán giả: 2,187 Trọng tài: Lukas Benen |  |

| 12 tháng 8 năm 2023 | Schott Mainz | 1–6      | Borussia Dortmund                                                       | Mainz                                                                     |  |
| 15:30               | - Gans 34'   | Chi tiết | - Haller 22', 35' - Brandt 24' - Sabitzer 57' - Malen 79' - Moukoko 85' | Sân vận động: Mewa Arena Lượng khán giả: 30,312 Trọng tài: Benjamin Brand |  |

| 12 tháng 8 năm 2023 | Viktoria Köln                        | 3–2      | Werder Bremen                        | Cologne                                                                             |  |
| 15:30               | - Philipp 72', 79' - Bogićević 90+4' | Chi tiết | - Ducksch 43' - Füllkrug 77' (ph.đ.) | Sân vận động: Sportpark Höhenberg Lượng khán giả: 8,343 Trọng tài: Frank Willenborg |  |

| 12 tháng 8 năm 2023 | Teutonia Ottensen | 0–8      | Bayer Leverkusen                                                                                             | Hamburg                                                                      |  |
| 15:30               |                   | Chi tiết | - Tapsoba 16' - Boniface 42' - Wirtz 45+1' - Adli 59' (ph.đ.) - Frimpong 67' - Hložek 74', 89' - Hofmann 81' | Sân vận động: Millerntor-Stadion Lượng khán giả: 11,035 Trọng tài: Tom Bauer |  |

| 12 tháng 8 năm 2023 | FC Gütersloh | 0–2      | Holstein Kiel            | Gütersloh                                                                      |  |
| 15:30               |              | Chi tiết | - Friðjónsson 72', 90+3' | Sân vận động: Heidewaldstadion Lượng khán giả: 5,259 Trọng tài: Patrick Kessel |  |

| 12 tháng 8 năm 2023 | Hallescher FC | 0–1      | Greuther Fürth | Halle                                                                              |  |
| 18:00               |               | Chi tiết | - Sieb 18'     | Sân vận động: Leuna Chemie Stadion Lượng khán giả: 13,000 Trọng tài: Florian Exner |  |

| 12 tháng 8 năm 2023 | SV Elversberg | 0–1      | Mainz 05              | Spiesen-Elversberg                                                                             |  |
| 18:00               |               | Chi tiết | - Ajorque 73' (ph.đ.) | Sân vận động: Waldstadion an der Kaiserlinde Lượng khán giả: 10,000 Trọng tài: Martin Petersen |  |

| 12 tháng 8 năm 2023                  | Arminia Bielefeld              | 2–2 (s.h.p.) (4–1 p)         | VfL Bochum                   | Bielefeld                                                                   |  |
| 18:00                                | - Shipnoski 25' - Biankadi 29' | Chi tiết                     | - Asano 45+2' - Zoller 90+1' | Sân vận động: Schüco-Arena Lượng khán giả: 21,452 Trọng tài: Sven Jablonski |  |
|                                      |                                | Loạt sút luân lưu            |                              |                                                                             |  |
| - Klos - Gohlke - Boujellab - Mizuta |                                | - Hofmann - Stöger - Mašović |                              |                                                                             |  |

| 13 tháng 8 năm 2023 | Rostocker FC | 0–8      | 1. FC Heidenheim                                                                                | Rostock                                                                     |  |
| 13:00               |              | Chi tiết | - Beck 9' - Kleindienst 12', 15' - Maloney 18' - Pieringer 38', 72' - Dinkçi 53' - Schimmer 87' | Sân vận động: Ostseestadion Lượng khán giả: 3,500 Trọng tài: Nicolas Winter |  |

| 13 tháng 8 năm 2023 | Rot-Weiss Essen                          | 3–4 (s.h.p.) | Hamburger SV                                | Essen                                                                                   |  |
| 13:00               | - Müsel 42' - Doumbouya 56' - Brumme 83' | Chi tiết     | - Jatta 37', 54' - Glatzel 66' - Bénes 117' | Sân vận động: Stadion an der Hafenstraße Lượng khán giả: 18,600 Trọng tài: Felix Zwayer |  |

| 13 tháng 8 năm 2023 | FV Illertissen  | 1–3      | Fortuna Düsseldorf                                 | Illertissen                                                             |  |
| 15:30               | - Frisorger 41' | Chi tiết | - Frisorger 3' (l.n.) - Vermeij 27' - Tzolis 90+1' | Sân vận động: Vöhlinstadion Lượng khán giả: 3,719 Trọng tài: Lars Erbst |  |

| 13 tháng 8 năm 2023 | Makkabi Berlin | 0–6      | VfL Wolfsburg                                                    | Berlin                                                                     |  |
| 15:30               |                | Chi tiết | - Nmecha 8' - Wind 9' - Tomás 53', 89' - Gerhardt 57' - Baku 79' | Sân vận động: Mommsenstadion Lượng khán giả: 4,800 Trọng tài: Riem Hussein |  |

| 13 tháng 8 năm 2023 | Rot-Weiß Koblenz | 0–5      | 1. FC Kaiserslautern                                             | Koblenz                                                                            |  |
| 15:30               |                  | Chi tiết | - Boyd 19', 90' - Niehues 35' - Tomiak 43' - Redondo 66' (ph.đ.) | Sân vận động: Stadion Oberwerth Lượng khán giả: 10,176 Trọng tài: Sascha Stegemann |  |

| 13 tháng 8 năm 2023 | SpVgg Unterhaching           | 2–0      | FC Augsburg | Unterhaching                                                                       |  |
| 15:30               | - Fetsch 29' - Mashigo 90+4' | Chi tiết |             | Sân vận động: Sportpark Unterhaching Lượng khán giả: 12,500 Trọng tài: Timo Gerach |  |

| 13 tháng 8 năm 2023 | Lokomotive Leipzig | 0–7      | Eintracht Frankfurt                                                                   | Leipzig                                                                             |  |
| 15:30               |                    | Chi tiết | - Kolo Muani 37' - Götze 58' - Marmoush 66' - Dina Ebimbe 71', 89' - Ngankam 74', 85' | Sân vận động: Bruno-Plache-Stadion Lượng khán giả: 11,100 Trọng tài: Michael Bacher |  |

| 13 tháng 8 năm 2023 | SV Oberachern | 0–2      | SC Freiburg               | Freiburg                                                                      |  |
| 15:30               |               | Chi tiết | - Günter 60' - Sallai 77' | Sân vận động: Dreisamstadion Lượng khán giả: 24,500 Trọng tài: Richard Hempel |  |

| 13 tháng 8 năm 2023 | Energie Cottbus | 0–7      | SC Paderborn                                                                                | Cottbus                                                                                  |  |
| 18:00               |                 | Chi tiết | - Pelivan 4' (ph.đ.) - Musliu 11' - Bilbija 20', 51' - Muslija 64' - Klaas 83' - Hansen 85' | Sân vận động: Stadion der Freundschaft Lượng khán giả: 12,469 Trọng tài: Robert Schröder |  |

| 13 tháng 8 năm 2023 | Astoria Walldorf | 0–4      | Union Berlin                                                | Walldorf                                                                                  |  |
| 18:00               |                  | Chi tiết | - Knoche 29' (ph.đ.) - Becker 38' - Leite 41' - Haberer 80' | Sân vận động: Dietmar-Hopp-Sportpark Lượng khán giả: 4,000 Trọng tài: Wolfgang Haslberger |  |

| 13 tháng 8 năm 2023             | FSV Frankfurt  | 1–1 (s.h.p.) (0–3 p)          | Hansa Rostock | Frankfurt                                                                       |  |
| 18:00                           | - McLemore 29' | Chi tiết                      | - Güler 83'   | Sân vận động: PSD Bank Arena Lượng khán giả: 7,374 Trọng tài: Christian Dingert |  |
|                                 |                | Loạt sút luân lưu             |               |                                                                                 |  |
| - Azaouagh - Falaye - Emmerling |                | - Bachmann - Rossipal - Güler |               |                                                                                 |  |

| 14 tháng 8 năm 2023 | FC 08 Homburg                           | 3–0      | Darmstadt 98 | Homburg                                                                             |  |
| 18:00               | - Mendler 10' - Heilig 49' - Harres 81' | Chi tiết |              | Sân vận động: Waldstadion Homburg Lượng khán giả: 12,000 Trọng tài: Daniel Schlager |  |

| 14 tháng 8 năm 2023 | Jahn Regensburg | 1–2      | 1. FC Magdeburg             | Regensburg                                                                        |  |
| 18:00               | - Kother 63'    | Chi tiết | - Schuler 16' - Hugonet 59' | Sân vận động: Jahnstadion Regensburg Lượng khán giả: 6,500 Trọng tài: Patrick Alt |  |

| 14 tháng 8 năm 2023 | VfB Lübeck              | 1–4      | TSG Hoffenheim                                         | Lübeck                                                                                  |  |
| 18:00               | - Gözüsirin 34' (ph.đ.) | Chi tiết | - Kramarić 42', 60' (ph.đ.) - Bülter 69' - Justvan 76' | Sân vận động: Stadion an der Lohmühle Lượng khán giả: 13,000 Trọng tài: Florian Lechner |  |

| 14 tháng 8 năm 2023 | VfL Osnabrück  | 1–3 (s.h.p.) | 1. FC Köln                               | Osnabrück                                                                                       |  |
| 20:45               | - Makridis 73' | Chi tiết     | - Schmitz 43' - Adamyan 93' - Chabot 96' | Sân vận động: Stadion an der Bremer Brücke Lượng khán giả: 15,741 Trọng tài: Florian Badstübner |  |

| 26 tháng 9 năm 2023 | Preußen Münster | 0–4      | Bayern Munich                                             | Münster                                                                            |  |
| 20:45               |                 | Chi tiết | - Choupo-Moting 9' - Laimer 40' - Krätzig 45+5' - Tel 86' | Sân vận động: Preußenstadion Lượng khán giả: 12,794 Trọng tài: Matthias Jöllenbeck |  |

| 27 tháng 9 năm 2023 | Wehen Wiesbaden    | 2–3      | RB Leipzig                     | Wiesbaden                                                                   |  |
| 20:45               | - Prtajin 41', 73' | Chi tiết | - Forsberg 7' - Šeško 18', 70' | Sân vận động: BRITA-Arena Lượng khán giả: 12,000 Trọng tài: Robert Hartmann |  |

### Vòng 2
Lễ bốc thăm vòng hai được tổ chức vào ngày 1 tháng 10 năm 2023, với Shkodran Mustafi bốc thăm các trận đấu. Mười sáu trận đấu diễn ra vào ngày 31 tháng 10 và ngày 1 tháng 11 năm 2023.
| 31 tháng 10 năm 2023 | FC 08 Homburg             | 2–1      | Greuther Fürth | Homburg                                                                            |  |
| 18:00                | - Eisele 31' - Harres 83' | Chi tiết | - Hrgota 52'   | Sân vận động: Waldstadion Homburg Lượng khán giả: 5,000 Trọng tài: Florian Lechner |  |

| 31 tháng 10 năm 2023 | FC St. Pauli                          | 2–1 (s.h.p.) | Schalke 04     | Hamburg                                                                            |  |
| 18:00                | - Hartel 57' (ph.đ.) - Eggestein 102' | Chi tiết     | - Kamiński 16' | Sân vận động: Millerntor-Stadion Lượng khán giả: 29,546 Trọng tài: Bastian Dankert |  |

| 31 tháng 10 năm 2023 | VfB Stuttgart | 1–0      | Union Berlin | Stuttgart                                                                 |  |
| 18:00                | - Undav 45'   | Chi tiết |              | Sân vận động: MHPArena Lượng khán giả: 54,000 Trọng tài: Sascha Stegemann |  |

| 31 tháng 10 năm 2023 | VfL Wolfsburg | 1–0      | RB Leipzig | Wolfsburg                                                                           |  |
| 18:00                | - Černý 14'   | Chi tiết |            | Sân vận động: Volkswagen Arena Lượng khán giả: 16,031 Trọng tài: Florian Badstübner |  |

| 31 tháng 10 năm 2023                     | Arminia Bielefeld | 1–1 (s.h.p.) (3–4 p)                       | Hamburger SV | Bielefeld                                                                  |  |
| 20:45                                    | - Shipnoski 11'   | Chi tiết                                   | - Jatta 77'  | Sân vận động: Schüco-Arena Lượng khán giả: 26,500 Trọng tài: Robert Kampka |  |
|                                          |                   | Loạt sút luân lưu                          |              |                                                                            |  |
| - Klos - Gohlke - Mizuta - Großer - Wörl |                   | - Bénes - Muheim - Glatzel - Krahn - Heyer |              |                                                                            |  |

| 31 tháng 10 năm 2023 | SpVgg Unterhaching                  | 3–6 (s.h.p.) | Fortuna Düsseldorf                                                         | Unterhaching                                                                            |  |
| 20:45                | - Hobsch 34', 55' - Skarlatidis 71' | Chi tiết     | - Klaus 65' - Jóhannesson 67', 79', 107' - Tzolis 115' - Jastrzembski 117' | Sân vận động: Sportpark Unterhaching Lượng khán giả: 10,000 Trọng tài: Alexander Sather |  |

| 31 tháng 10 năm 2023 | Borussia Mönchengladbach  | 3–1      | 1. FC Heidenheim | Mönchengladbach                                                           |  |
| 20:45                | - Pefok 3', 9' - Hack 44' | Chi tiết | - Beck 78'       | Sân vận động: Borussia-Park Lượng khán giả: 41,660 Trọng tài: Timo Gerach |  |

| 31 tháng 10 năm 2023 | 1. FC Kaiserslautern                    | 3–2      | 1. FC Köln                | Kaiserslautern                                                                      |  |
| 20:45                | - Tachie 19' - Redondo 47' - Ritter 65' | Chi tiết | - Thielmann 71' - Uth 81' | Sân vận động: Fritz-Walter-Stadion Lượng khán giả: 49,327 Trọng tài: Sven Jablonski |  |

| 1 tháng 11 năm 2023 | SV Sandhausen                | 2–5      | Bayer Leverkusen                                                | Sandhausen                                                                             |  |
| 18:00               | - Ehlich 50' - Ben Balla 57' | Chi tiết | - Palacios 21' (ph.đ.) - Tah 54' - Hložek 85' - Adli 88', 90+2' | Sân vận động: GP Stadion am Hardtwald Lượng khán giả: 10,022 Trọng tài: Richard Hempel |  |

| 1 tháng 11 năm 2023                                  | Holstein Kiel                                            | 3–3 (s.h.p.) (3–4 p)                          | 1. FC Magdeburg                             | Kiel                                                                       |  |
| 18:00                                                | - Heber 61' (l.n.) - Piccini 68' (l.n.) - Pichler 120+2' | Chi tiết                                      | - Bockhorn 3' - Krempicki 11' - Amaechi 93' | Sân vận động: Holstein-Stadion Lượng khán giả: 11,112 Trọng tài: Tom Bauer |  |
|                                                      |                                                          | Loạt sút luân lưu                             |                                             |                                                                            |  |
| - Machino - Simakala - Kleine-Bekel - Rothe - Holtby |                                                          | - Condé - Amaechi - Bockhorn - Gnaka - Arslan |                                             |                                                                            |  |

| 1 tháng 11 năm 2023 | SC Freiburg     | 1–3      | SC Paderborn                    | Freiburg                                                                              |  |
| 18:00               | - Eggestein 69' | Chi tiết | - Bilbija 4', 56' - Muslija 33' | Sân vận động: Europa-Park Stadion Lượng khán giả: 31,500 Trọng tài: Christian Dingert |  |

| 1 tháng 11 năm 2023 | Borussia Dortmund | 1–0      | TSG Hoffenheim | Dortmund                                                                      |  |
| 18:00               | - Reus 43'        | Chi tiết |                | Sân vận động: Signal Iduna Park Lượng khán giả: 81,365 Trọng tài: Harm Osmers |  |

| 1 tháng 11 năm 2023 | Viktoria Köln | 0–2      | Eintracht Frankfurt       | Cologne                                                                      |  |
| 20:45               |               | Chi tiết | - Skhiri 14' - Knauff 90' | Sân vận động: Sportpark Höhenberg Lượng khán giả: 8,343 Trọng tài: Max Burda |  |

| 1 tháng 11 năm 2023 | 1. FC Saarbrücken               | 2–1      | Bayern Munich | Saarbrücken                                                                         |  |
| 20:45               | - Sontheimer 45+1' - Gaus 90+6' | Chi tiết | - Müller 16'  | Sân vận động: Ludwigsparkstadion Lượng khán giả: 16,003 Trọng tài: Frank Willenborg |  |

| 1 tháng 11 năm 2023 | 1. FC Nürnberg                       | 3–2 (s.h.p.) | Hansa Rostock                | Nuremberg                                                                        |  |
| 20:45               | - Okunuki 63' - Lohkemper 90+5', 99' | Chi tiết     | - Brumado 58' - Kinsombi 74' | Sân vận động: Max-Morlock-Stadion Lượng khán giả: 28,489 Trọng tài: Arne Aarnink |  |

| 1 tháng 11 năm 2023 | Hertha BSC                                         | 3–0      | Mainz 05 | Berlin                                                                             |  |
| 20:45               | - Reese 45+3' (ph.đ.) - Tabaković 50' (ph.đ.), 61' | Chi tiết |          | Sân vận động: Olympiastadion Lượng khán giả: 29,621 Trọng tài: Matthias Jöllenbeck |  |

### Vòng 16 đội
Tlễ bốc thăm vòng 16 đội được tổ chức vào ngày 5 tháng 11 năm 2023, với Denise Schindler bốc thăm các trận đấu. Tám trận đấu diễn ra vào ngày 5 và 6 tháng 12 năm 2023.
| 5 tháng 12 năm 2023 | 1. FC Kaiserslautern    | 2–0      | 1. FC Nürnberg | Kaiserslautern                                                                       |  |
| 18:00               | - Tachie 75' - Ache 78' | Chi tiết |                | Sân vận động: Fritz-Walter-Stadion Lượng khán giả: 48,349 Trọng tài: Patrick Ittrich |  |

| 5 tháng 12 năm 2023 | 1. FC Magdeburg | 1–2      | Fortuna Düsseldorf   | Magdeburg                                                                  |  |
| 18:00               | - Atik 15'      | Chi tiết | - Niemiec 87', 90+2' | Sân vận động: MDCC-Arena Lượng khán giả: 20,090 Trọng tài: Robert Hartmann |  |

| 5 tháng 12 năm 2023 | Borussia Mönchengladbach | 1–0 (s.h.p.) | VfL Wolfsburg | Mönchengladbach                                                               |  |
| 20:45               | Koné 120'                | Chi tiết     |               | Sân vận động: Borussia-Park Lượng khán giả: 39,827 Trọng tài: Bastian Dankert |  |

| 5 tháng 12 năm 2023 | FC 08 Homburg | 1–4      | FC St. Pauli                                       | Homburg                                                                             |  |
| 20:45               | Mendler 28'   | Chi tiết | - Wahl 24' - Saad 64' - Hartel 69' - Eggestein 73' | Sân vận động: Waldstadion Homburg Lượng khán giả: 12,232 Trọng tài: Martin Petersen |  |

| 6 tháng 12 năm 2023 | 1. FC Saarbrücken          | 2–0      | Eintracht Frankfurt | Saarbrücken                                                                       |  |
| 18:00               | - Brünker 64' - Kerber 78' | Chi tiết |                     | Sân vận động: Ludwigsparkstadion Lượng khán giả: 15,905 Trọng tài: Daniel Siebert |  |

| 6 tháng 12 năm 2023 | Bayer Leverkusen                           | 3–1      | SC Paderborn | Leverkusen                                                              |  |
| 18:00               | - Boniface 12' - Palacios 28' - Schick 87' | Chi tiết | - Klaas 83'  | Sân vận động: BayArena Lượng khán giả: 29,249 Trọng tài: Tobias Stieler |  |

| 6 tháng 12 năm 2023 | VfB Stuttgart              | 2–0      | Borussia Dortmund | Stuttgart                                                               |  |
| 20:45               | - Guirassy 55' - Silas 77' | Chi tiết |                   | Sân vận động: MHPArena Lượng khán giả: 54,500 Trọng tài: Benjamin Brand |  |

| 6 tháng 12 năm 2023                                | Hertha BSC                    | 3–3 (s.h.p.) (5–3 p)                       | Hamburger SV                                  | Berlin                                                                          |  |
| 20:45                                              | - Reese 21', 90' - Kenny 120' | Chi tiết                                   | - Pherai 31' - Bénes 43' - Königsdörffer 102' | Sân vận động: Olympiastadion Lượng khán giả: 58,946 Trọng tài: Sascha Stegemann |  |
|                                                    |                               | Loạt sút luân lưu                          |                                               |                                                                                 |  |
| - Prevljak - Klemens - El-Jindaoui - Kenny - Reese |                               | - Bénes - Muheim - Glatzel - Königsdörffer |                                               |                                                                                 |  |

### Tứ kết
Lễ bốc thăm vòng tứ kết được tổ chức vào ngày 10 tháng 12 năm 2023, với Jens Nowotny bốc thăm các trận đấu. T4 trận đấu diễn ra từ ngày 30 đến 31 tháng 1, ngày 6 tháng 2 và ngày 12 tháng 3 năm 2024.
| 30 tháng 1 năm 2024                         | FC St. Pauli                            | 2–2 (s.h.p.) (3–4 p)                                 | Fortuna Düsseldorf                 | Hamburg                                                                             |  |
| 20:45                                       | - Hartel 60' (ph.đ.) - Boukhalfa 120+1' | Chi tiết                                             | - Vermeij 38' (ph.đ.) - Tanaka 99' | Sân vận động: Millerntor-Stadion Lượng khán giả: 29,546 Trọng tài: Sascha Stegemann |  |
|                                             |                                         | Loạt sút luân lưu                                    |                                    |                                                                                     |  |
| - Smith - Saad - Sinani - Maurides - Hartel |                                         | - Hoffmann - Daferner - Engelhardt - Tanaka - Tzolis |                                    |                                                                                     |  |

| 31 tháng 1 năm 2024 | Hertha BSC    | 1–3      | 1. FC Kaiserslautern                 | Berlin                                                                             |  |
| 20:45               | - Reese 90+1' | Chi tiết | - Elvedi 5' - Tachie 38' - Kaloč 69' | Sân vận động: Olympiastadion Lượng khán giả: 74,245 Trọng tài: Matthias Jöllenbeck |  |

| 6 tháng 2 năm 2024 | Bayer Leverkusen                   | 3–2      | VfB Stuttgart             | Leverkusen                                                               |  |
| 20:45              | - Andrich 50' - Adli 66' - Tah 90' | Chi tiết | - Anton 11' - Führich 58' | Sân vận động: BayArena Lượng khán giả: 30,210 Trọng tài: Daniel Schlager |  |

| 12 tháng 3 năm 2024 | 1. FC Saarbrücken           | 2–1      | Borussia Mönchengladbach | Saarbrücken                                                                        |  |
| 20:30               | - Naïfi 11' - Brünker 90+3' | Chi tiết | - Hack 8'                | Sân vận động: Ludwigsparkstadion Lượng khán giả: 15,903 Trọng tài: Robert Hartmann |  |

### Bán kết
Lễ bốc thăm vòng bán kết được tổ chức vào ngày 11 tháng 2 năm 2024, với Béla Réthy bốc thăm các trận đấu. The two matches took place on 2 and 3 April 2024.
| 2 tháng 4 năm 2024 | 1. FC Saarbrücken | 0–2      | 1. FC Kaiserslautern     | Saarbrücken                                                                    |  |
| 20:45              |                   | Chi tiết | - Ritter 53' - Touré 75' | Sân vận động: Ludwigsparkstadion Lượng khán giả: 15,903 Trọng tài: Marco Fritz |  |

| 3 tháng 4 năm 2024 | Bayer Leverkusen                                  | 4–0      | Fortuna Düsseldorf | Leverkusen                                                                 |  |
| 20:45              | - Frimpong 7' - Adli 20' - Wirtz 36', 60' (ph.đ.) | Chi tiết |                    | Sân vận động: BayArena Lượng khán giả: 30,210 Trọng tài: Christian Dingert |  |

### Chung kết
Trận chung kết sẽ diễn ra vào ngày 25 tháng 5 năm 2024 tại Sân vận động Olympic tại Berlin.
| 1. FC Kaiserslautern | 0–1      | Bayer Leverkusen |
| -------------------- | -------- | ---------------- |
|                      | Chi tiết | - Xhaka 16'      |

## Vua phá lưới
Sau đây là những cầu thủ ghi nhiều bàn thắng nhất của DFB-Pokal, được sắp xếp đầu tiên theo số bàn thắng và sau đó theo thứ tự bảng chữ cái nếu cần thiết. Các bàn thắng ghi được trong loạt sút luân lưu không được tính.
Tính đến 26 tháng 5 năm 2024
| Hạng | Cầu thủ          | Câu lạc bộ               | Bàn thắng |
| ---- | ---------------- | ------------------------ | --------- |
| 1    | Amine Adli       | Bayer Leverkusen         | 5         |
| 2    | Filip Bilbija    | SC Paderborn             | 4         |
| 2    | Marcel Hartel    | FC St. Pauli             | 4         |
| 2    | Fabian Reese     | Hertha BSC               | 4         |
| 5    | Kai Brünker      | 1. FC Saarbrücken        | 3         |
| 5    | Robin Hack       | Borussia Mönchengladbach | 3         |
| 5    | Adam Hložek      | Bayer Leverkusen         | 3         |
| 5    | Bakery Jatta     | Hamburger SV             | 3         |
| 5    | Ísak Jóhannesson | Fortuna Düsseldorf       | 3         |
| 5    | Haris Tabaković  | Hertha BSC               | 3         |
| 5    | Richmond Tachie  | 1. FC Kaiserslautern     | 3         |
| 5    | Can Uzun         | 1. FC Nürnberg           | 3         |
| 5    | Florian Wirtz    | Bayer Leverkusen         | 3         |